# Монумент Свободы (Тбилиси)

Статуя Святого Георгия, Зураб Церетели.

«Монумент Свободы» (груз. თავისუფლების მონუმენტი), широко известный также как «статуя Святого Георгия» — мемориал, расположенной в Тбилиси, столице Грузии), посвященный свободе и независимости грузинского народа. Открыт в 2006 году в Тбилиси на центральной площади, высота памятника из гранита и золота составляет 35 метров, его легко заметить из любой точки города. Сама статуя — 5,6 м в высоту, сделана из бронзы и покрыта золотом; это подарок городу от создателя монумента, грузинского скульптора Зураба Церетели.